# Guardia imperiale giapponese

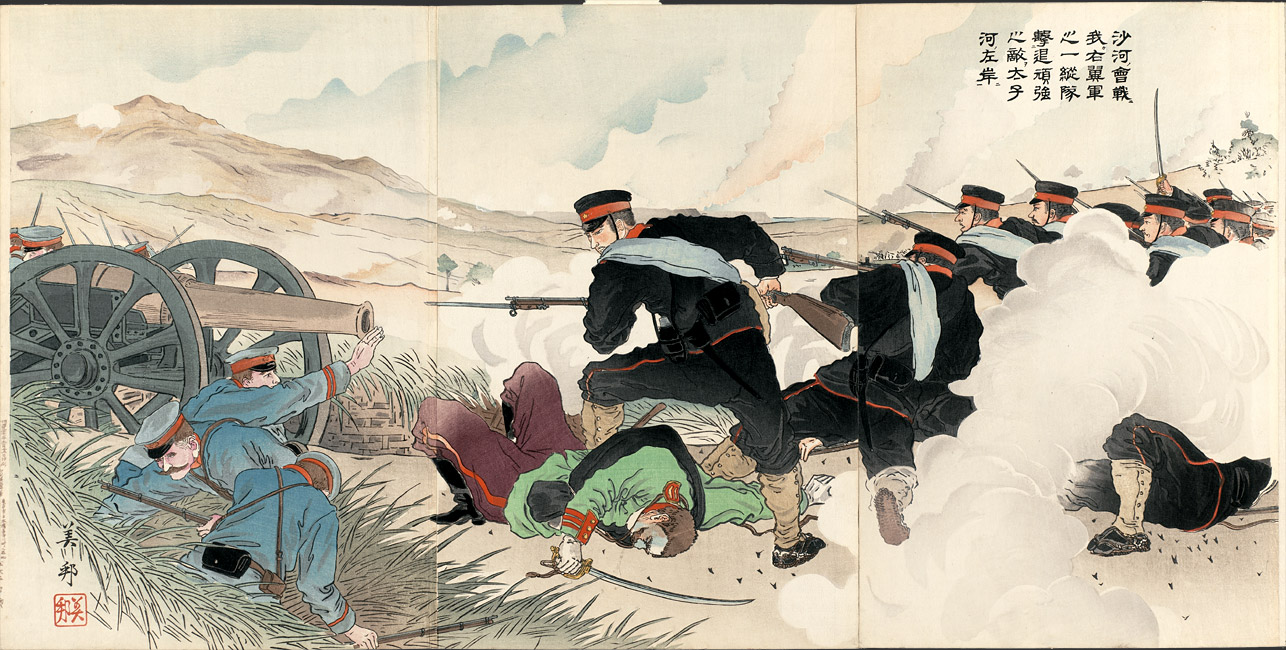
Una stampa Ukiyo-e della Guardia imperiale giapponese che respinge la fanteria russa nella battaglia di Shaho durante la Guerra russo-giapponese nel 1904.

La Guardia imperiale giapponese  (近衛師団?, Konoe Shidan) è un'organizzazione dedita alla protezione dell'Imperatore del Giappone, della sua famiglia, palazzi e altre proprietà imperiali. Formata come un'unità all'interno dell'esercito imperiale giapponese si dissolse alla fine della II guerra mondiale e con la resa del Giappone.
Nel 1947 venne formata la Guardia imperiale civile che divenne formalmente parte dell'Agenzia nazionale di polizia nel 1957.

## Guardia imperiale militare

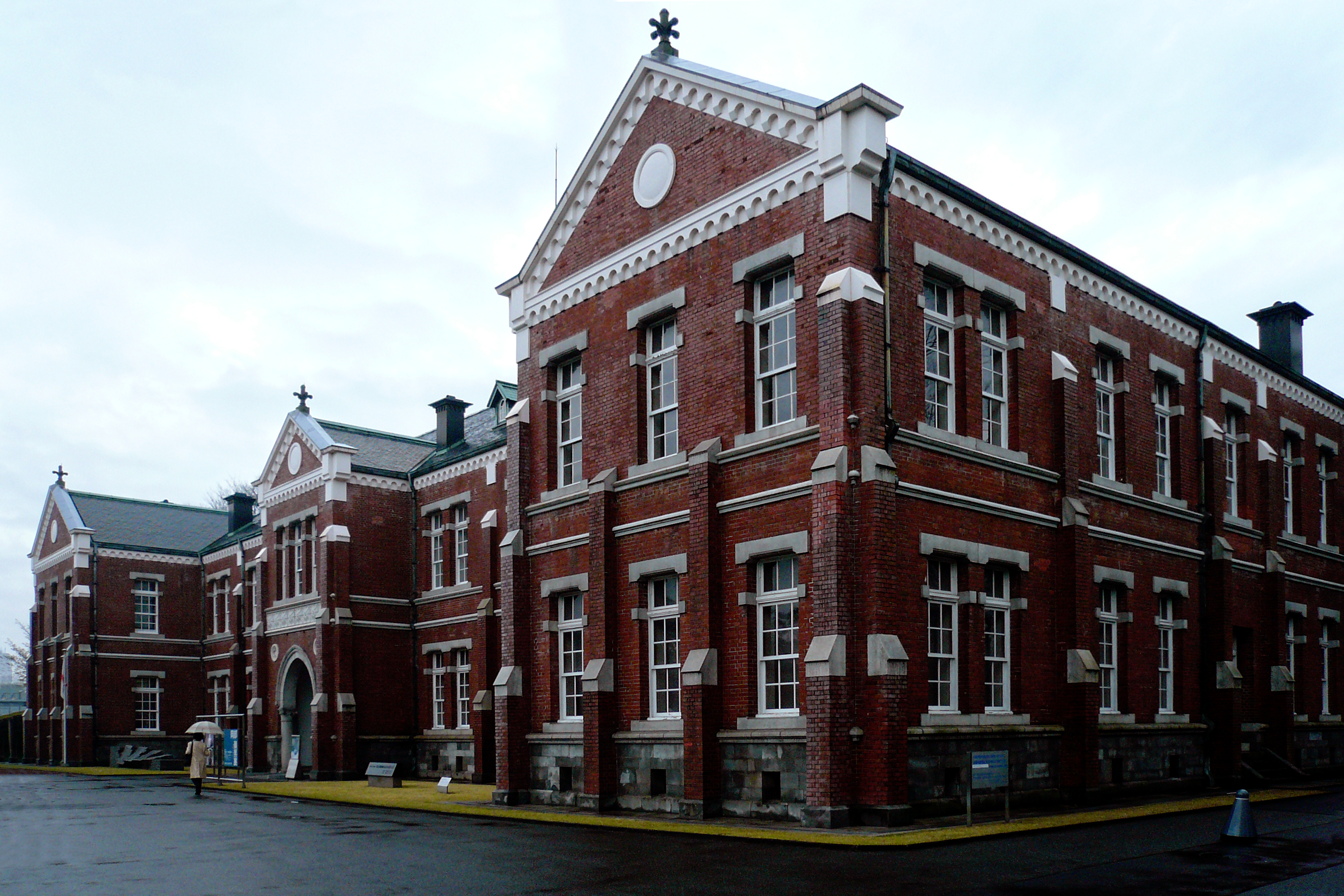
Il Quartier generale originario della Guardia imperiale giapponese, ora parte del Museo nazionale di arte moderna di Tokyo.

Quando l'Imperatore Meiji assunse i pieni poteri di stato durante la restaurazione Meiji ordinò la formazione di una Guardia imperiale per proteggere se stesso e la famiglia imperiale. Nel 1867 la Guardia imperiale fu formata dai servitori e gli ex samurai fedeli all'imperatore. Questa unità avrebbe poi formato il nucleo dell'esercito imperiale giapponese.
Dal 1870 la Guardia imperiale, organizzata e addestrata sul modello francese, fu composta da 12.000 uomini tra ufficiali e soldati. Fu divisa nella Prima Brigata Fanteria Guardie divisa in due reggimenti e in seguito ne fu aggiunta un'altra. Tuttavia le sconfitte francesi nella Guerra franco-prussiana indussero il governo giapponese a reclutare alcuni ufficiali tedeschi per riorganizzare la Guardia imperiale sul modello delle Gardes du Corps prussiane. Il primo intervento militare della nuova unità avvenne nel 1877 durante la ribellione di Satsuma.
Nel 1885 la Guardia imperiale era una delle sette divisioni all'interno dell'esercito imperiale giapponese. Ogni divisione era composta da quattro reggimenti contenenti due battaglioni. La divisione della Guardia Imperiale si basava sulle guarnigioni intorno a Tokyo, ma reclutate a livello nazionale.
La Guardia venne inviata in Manciuria nella Guerra sino-giapponese, ma non per invadere Taiwan in seguito alla proclamazione della Repubblica di Formosa nel maggio 1895. Il corpo subì pochissime perdite in battaglia ma molti uomini morirono per malattie o pestilenze e alla fine della spedizione la divisione inviata era quasi dimezzata.
A seguito della Guerra russo-giapponese venne formata un'ulteriore brigata tra gli aborigeni taiwanesi. Nel 1920 vennero aggiunti il Reggimento di cavalleria delle Guardie, il Reggimento di artiglieria delle Guardie, il Battaglione dei genieri delle Guardie e il Battaglione di trasporto delle Guardie.
Dal 1937 al 1939 il Battaglione dei genieri delle Guardie e il Battaglione di trasporto delle Guardie vennero fusi in un unico reggimento.

### Guerra nel Pacifico

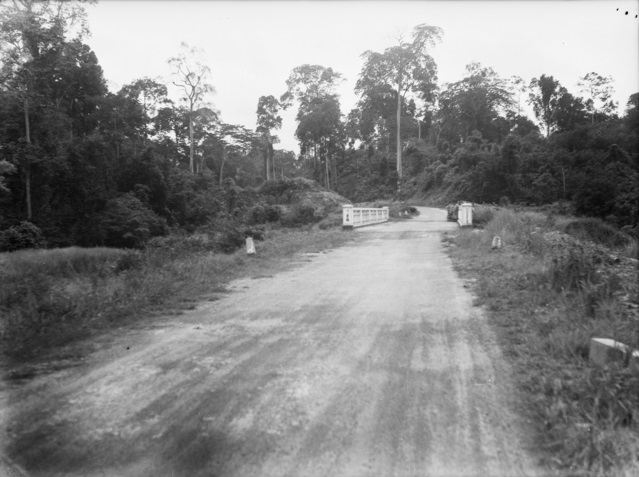
Nel 1942, 700 Guardie imperiali morirono qui al Ponte di Gemencheh, Malesia, durante la battaglia di Muar (foto scattata nel 1945).

Nel settembre 1939, la divisione fu separata nella 1ª e nella 2ª Brigata delle Guardie.
La 1ª Brigata delle Guardie, che conteneva il 1º e il 2º Reggimento di fanteria delle Guardie, il reggimento di cavalleria e metà delle unità di supporto, fu trasferita nella Cina meridionale. Qui divenne nota come Brigata mista delle Guardie. Nell'ottobre 1940, si unì ad altre unità giapponesi che stavano occupando l'Indocina francese. Nell'aprile 1941 la Brigata mista ritornò a Tokyo, ma non si riunì alla Divisione delle Guardie imperiali.
Anche la 2ª Brigata delle Guardie, che conteneva il 3º e il 4º Reggimento delle Guardie, andò in Cina. Nel 1940, andò a Shanghai prima di essere assegnata di stanza sull'Isola di Hainan. Nel giugno 1941, il 5º Reggimento delle Guardie si unì alla 2ª Brigata delle Guardie formando di nuovo la Divisione della Guardia imperiale. Vide in seguito l'azione nelle battaglie della Malesia e di Singapore con la 25ª Armata di Tomoyuki Yamashita.
Nel maggio 1943, tutte le unità designate della Guardia imperiale cambiarono di nuovo nome. La Brigata mista delle Guardie a Tokyo divenne la 1ª Divisione delle Guardie (che consisteva ora del 1º, 2º, 6º e 7º Reggimento delle Guardie) e la Divisione della Guardia imperiale divenne la 2ª Divisione delle Guardie con il 3º, 4º e 5º Reggimento delle Guardie. La 3ª Divisione delle Guardie, che non lasciò mai il Giappone, fu formata nel 1944 e consisteva dell'8º, 9º 10º Reggimento delle Guardie.
Tutte le divisioni militari della Guardia imperiale furono sciolte alla fine della seconda guerra mondiale.

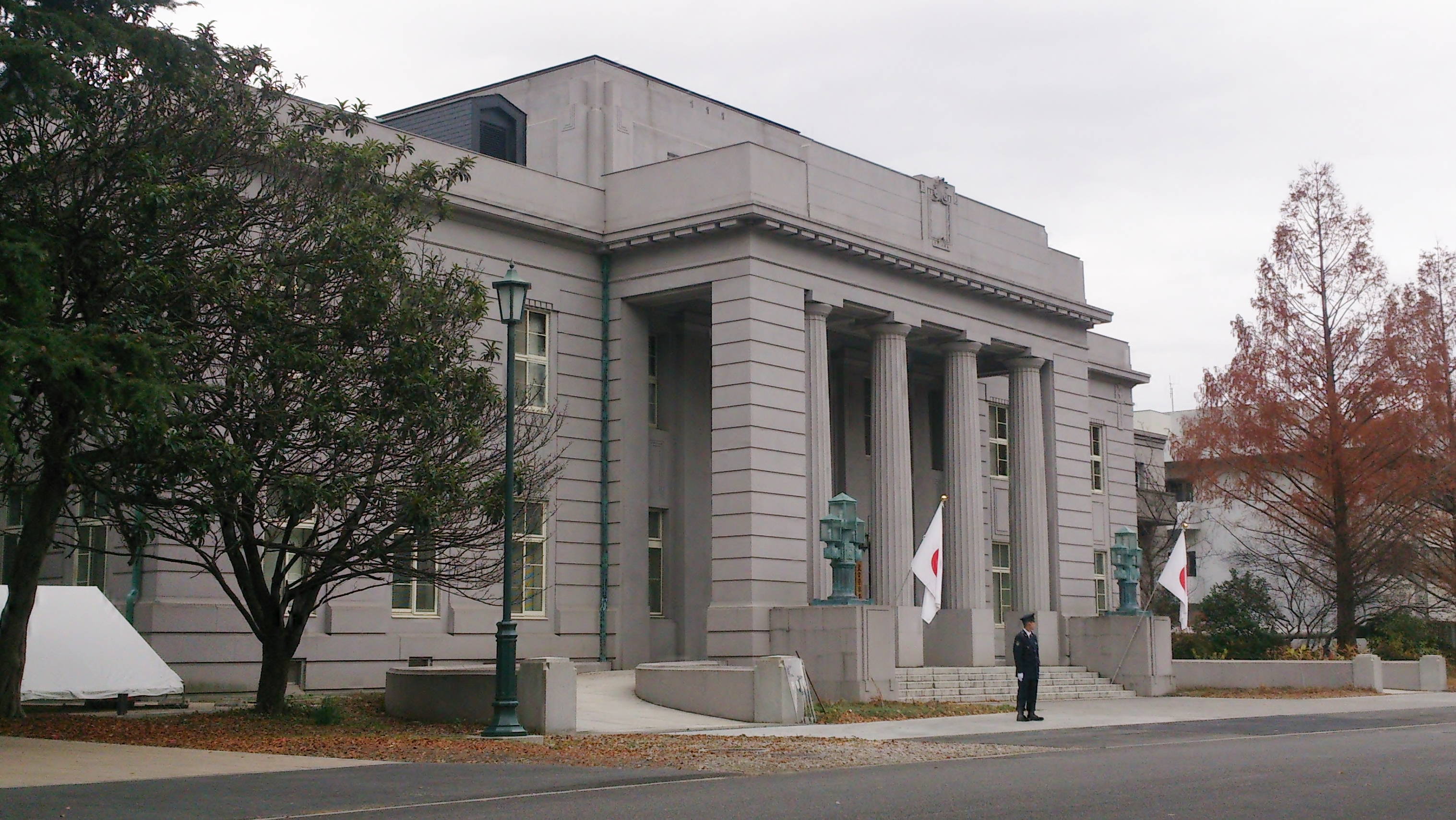
Quartier generale della Guardia imperiale.

Tuttavia, nel 1947, il nome "Guardia imperiale" fu fatto rivivere come parte dell'Agenzia nazionale di polizia. Questa nuova organizzazione avrebbe servito sotto l'egida della Commissione nazionale per la pubblica sicurezza con il compito di proteggere la famiglia imperiale giapponese.

### Crimini di guerra
In Malesia e Singapore, la Guardia imperiale fu coinvolta in parecchi famigerati crimini di guerra giapponesi come il massacro di Parit Sulong e il massacro di Sook Ching. Il tenente generale Takuma Nishimura, che fu condannato all'ergastolo da una corte militare britannica in relazione alle uccisioni di Sook Ching, fu in seguito riconosciuto colpevole di crimini di guerra da una corte militare australiana in relazione al massacro di Parit Sulong. Fu giustiziato per impiccagione l'11 giugno 1951.

### Uniforme

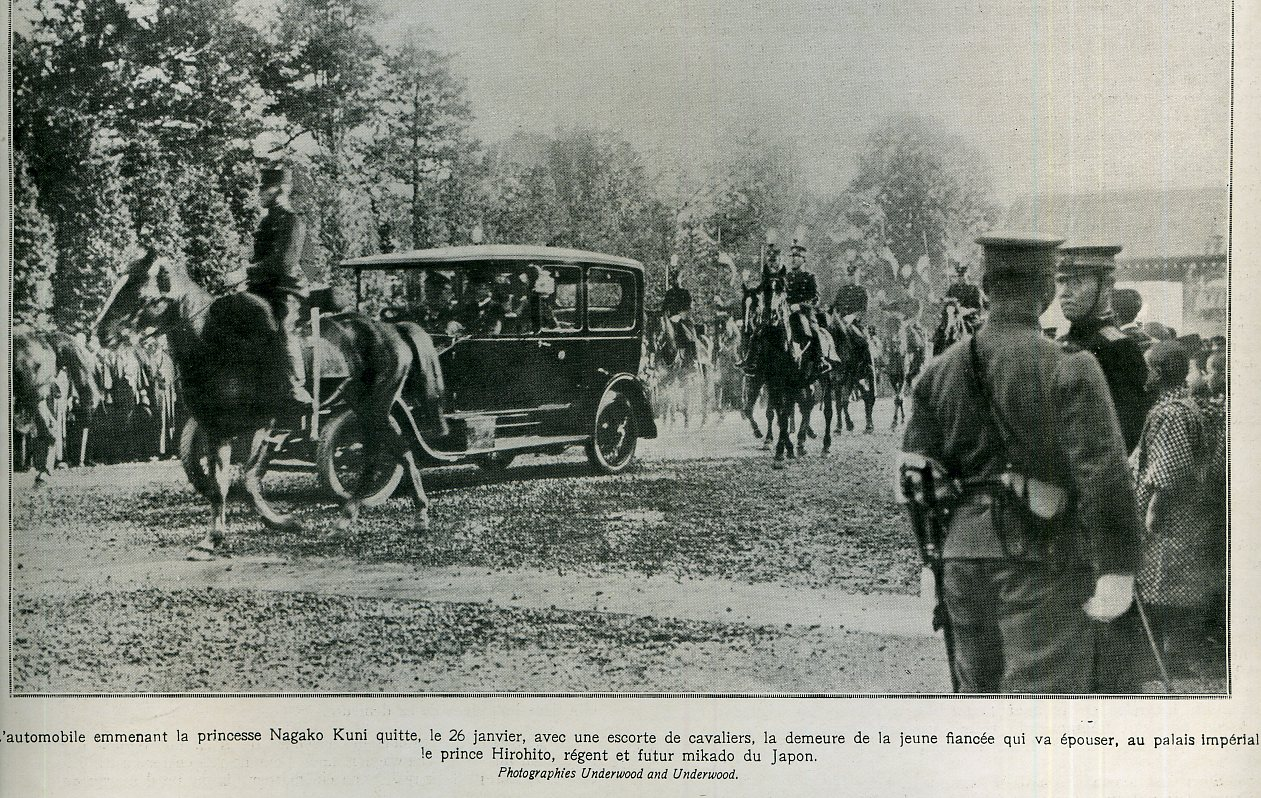
Guardie imperiali a cavallo indossano l'uniforme blu scuro durante il matrimonio di Hirohito.

Fino al 1939, la cavalleria della Guardia imperiale indossava un'uniforme da parata in stile francese consistente in una giubba blu scuro con guarnizioni brandeburghesi rosse, un chepì rosso e calzoni da cavallerizzo rossi. Il chepì rosso aveva un pennacchio bianco con una base rossa. Anteriormente all'adozione dell'uniforme cachi da parte dell'Esercito giapponese durante la Guerra russo-giapponese (1904-1905), con il tempo afoso veniva indossata un'uniforme di lino completamente bianca.
La fanteria della Guardia imperiale indossò un'uniforme blu scuro con ghette bianche come abbigliamento sia da parata che da servizio fino al 1905. Si distingueva dall'uniforme della fanteria di linea per una striscia e un cordoncino rossi (anziché gialli) sul berretto di servizio con la visiera. Gli ufficiali indossavano una giubba blu scuro con cinque file di alamari in mohair nero e calzoni da cavallerizzo blu scuro con una striscia rossa lungo ciascuna costura.
In seguito all'adozione di una divisa di servizio cachi, la Guardia di fanteria la indossò in tutte le occasioni, sebbene gli ufficiali conservassero l'uniforme blu e rossa per certe occasioni cerimoniali quando non facevano la parata con le truppe.
Sul campo, l'uniforme cachi standard fu indossata da tutte le unità della Guardia imperiale dal 1905 al 1945. Le unità delle Guardia si distinguevano per una stella inghirlandata di bronzo indossata sul copricapo, in contrasto con la semplice stella a cinque punte indossata dalle altre unità.

## Guardia imperiale dell'Agenzia nazionale di Polizia, 1947-presente
Il Quartier generale della Guardia imperiale (皇宮警察本部?, Kōgū-Keisatsu Honbu, Quartier generale della Polizia del Palazzo) fu creato nel 1947 sotto il controllo del Ministero degli Interni dal Ministero della Casa Imperiale. Venne sotto l'egida dell'Agenzia nazionale di polizia del Giappone nel 1954.
L'agenzia consiste di oltre 900 unità di personale di polizia di sicurezza che curano la sicurezza personale per l'Imperatore, l'Imperatrice, il Principe ereditario e altri membri della famiglia imperiale. L'agenzia è responsabile anche per proteggere le proprietà imperiali, come il Palazzo imperiale di Tokyo, il Palazzo imperiale di Kyoto, il Repositorio imperiale di Shōsō-in a Nara, le Ville imperiali di Katsura e Shugakuin a Kyoto, di Hayama e di Nasu.
La Guardia imperiale mantiene anche un'unità di polizia a cavallo di 14 cavalli da usare come guardie d'onore nelle cerimonie di Stato. In aggiunta ai loro compiti di sicurezza, le guardie imperiali sono responsabili anche delle attività antincendio all'interno dei terreni del Palazzo imperiale, e sono dotati a tale scopo di autopompe e personale addestrato.
Le Guardie imperiali dell'agenzia indossano un'uniforme di polizia blu scuro o grigio-blu con grandi bianchi mentre sono in servizio. Indossano anche cinture per pistola, cordoncini, caschi, lacci per stivali o ghette di colore bianco. La Banda delle Guardie o la Banda a cavallo sono, rispettivamente, le bande della marcia ufficiali della Casa Imperiale.

### Galleria d'immagini
| - Una Banda musicale della Guardia imperiale che marcia attraverso Tokyo negli anni 1950. - Ufficiali di polizia della Guardia imperiale negli anni 1950. - Guardie imperiali di pattuglia a piedi intorrno al Palazzo imperiale a Tokyo. - Guardie imperiali a cavallo durante una cerimonia di presentazione di credenziali a Tokyo. - Una sentinella della Guardia imperiale al ponte Seimon Ishibashi fuori dal Palazzo imperiale. - Un'auto di pattuglia della Guardia imperiale dentro i giardini del palazzo. |